# 하야시 추시로
하야시 추시로(일본어: 林忠四郎, 1920년 7월 25일 – 2010년 2월 28일)는 일본의 천체물리학자이다. 헤르츠스프룽-러셀 도표의 하야시 경로는 그의 이름을 딴 것이다.
하야시는 교토에서 태어나 1940년에 도쿄 제국대학교에 입학하여 2년 반 후인 1942년에 물리학 학사 학위를 받았다. 그는 해군에 징집되었다가 전쟁이 끝난 후 교토 대학의 유카와 히데키 그룹에 합류했다. 1957년에 교토 대학의 교수로 임명되었다.
그는 고전적인 알페르-베테-가모프 논문의 작업을 기반으로 하는 빅뱅 핵합성 모델을 보완하였다. 그의 가장 유명한 연구는 아마도 항성 형성에 관한 하야시 경로 및 별의 크기에 제한을 두는 하야시 한계의 도출로 이어지는 천체물리학적 계산일 것이다. 그는 형성되는 가장 작은 항성 중의 하나인 갈색 왜성에 대한 초기 연구에도 참여했다.
그는 1984년 은퇴하였는데 2010년 2월 28일 교토의 한 병원에서 폐렴으로 사망했다.

## 수상 및 영예
- 1965 아사히 상
- 1970 에딩턴 메달
- 1971 일본 학사원 은사상(日本学士院 恩賜賞)[7]
- 1994 훈일등 서보장(勲一等瑞宝章)[1]
- 1995 교토 상
- 2004 브루스 메달